# Public Patent Foundation
Public Patent Foundation (skr. PUBPAT) – organizacja non-profit, założona w 2003 roku, której celem jest ograniczenie nadużywania amerykańskiego prawa patentowego. Jej dyrektorem jest Eben Moglen.
W 2004 roku wśród wielu specjalistów nasiliły się obawy co do liczby przyznawanych patentów do produktów, które są często zbyt trywialne, aby podlegały ochronie, albo duplikują wygasłe już patenty.